# Edificio della FIESP
L'Edificio della FIESP (in portoghese Edifício da FIESP) è un grattacielo della città di San Paolo in Brasile.

## Storia
L'edificio, progettato dallo studio di architettura dell'architetto Rino Levi per ospitare la sede della Federação das Indústrias do Estado de São Paulo (FIESP), venne completato nel 1979.

## Descrizione
L'edificio, situato lungo l'Avenida Paulista, presenta una particolare forma piramidale.

## Galleria d'immagini

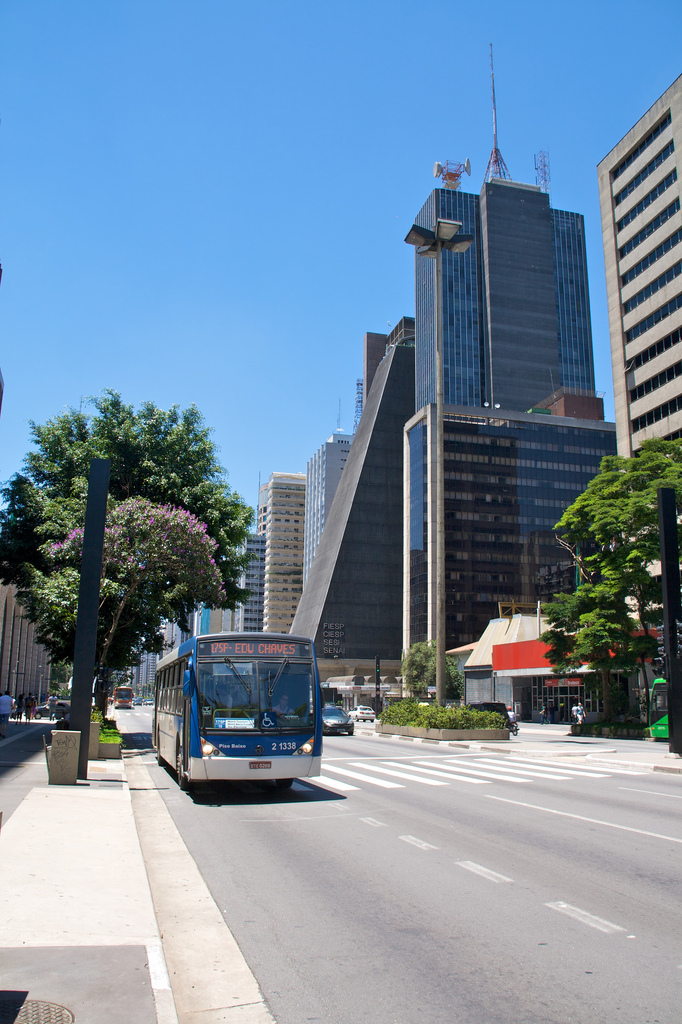
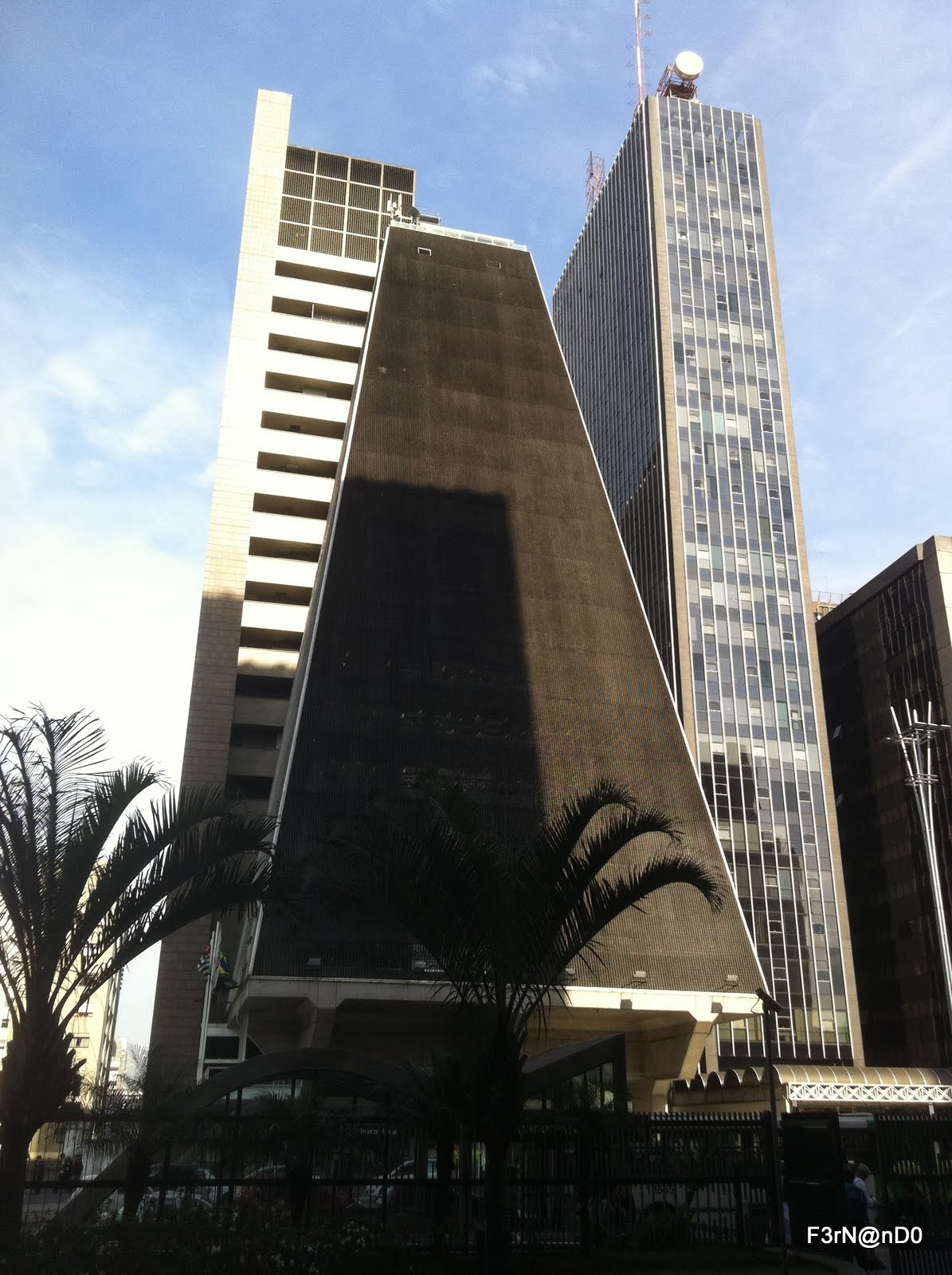
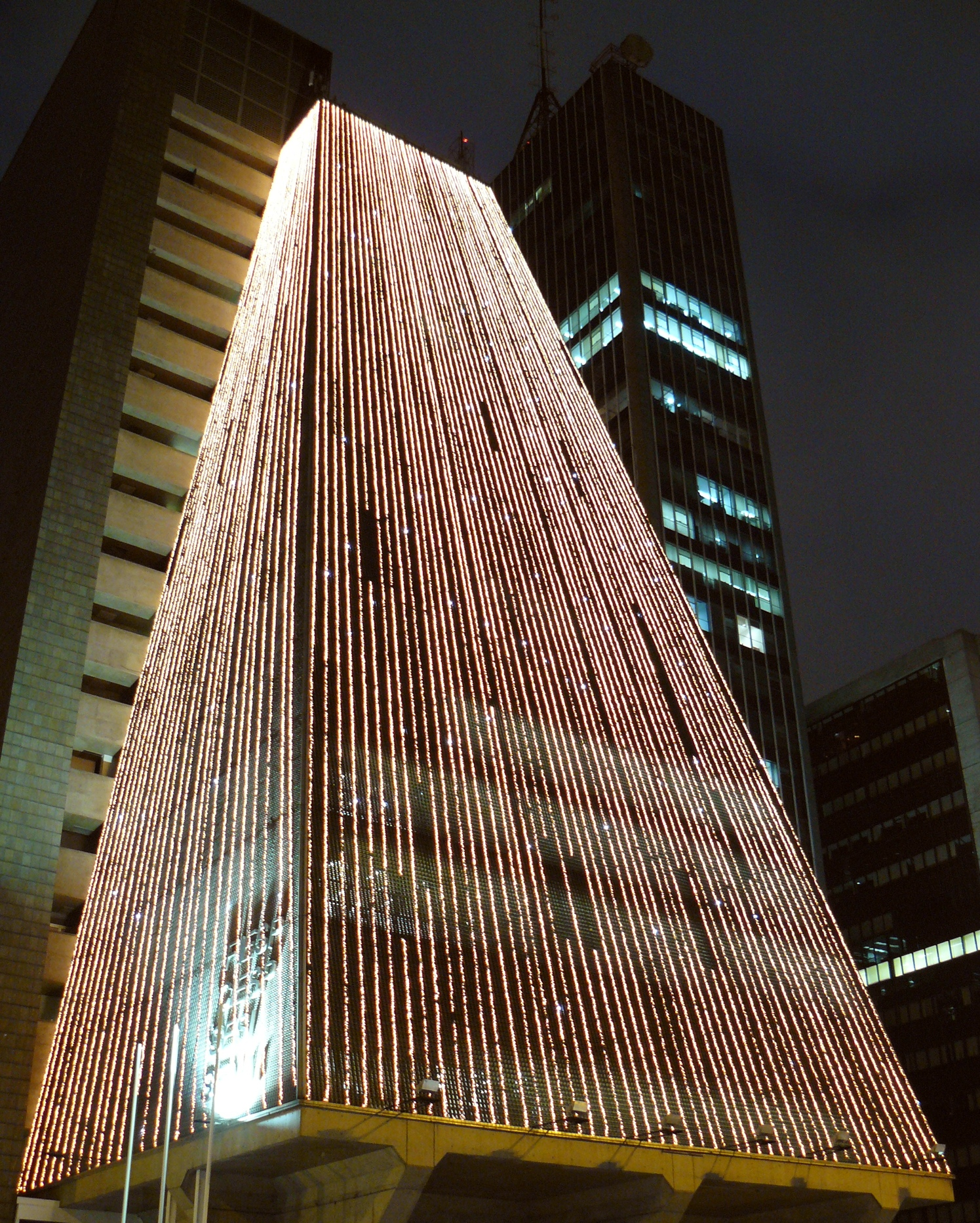